# فرودگاه بین‌المللی انریکه مالک
فرودگاه بین‌المللی انریکه ملک (به انگلیسی: Enrique Malek International Airport) یک فرودگاه همگانی با کد یاتا DAV است که یک باند فرود آسفالت دارد و طول باند آن ۲۱۰۰ متر است. این فرودگاه در کشور پاناما قرار دارد و در ارتفاع ۲۷ متری از سطح دریا واقع شده است.

## شرکت‌های هواپیمایی و مقصدهای پروازی
| شرکت‌های هواپیمایی | مقصدهای پروازی                |
| ----------------- | ----------------------------- |
| Air Panama        | آلبروک مارکوس برندزینو گلابرت |
| کوپا ایرلاینز     | توکومن                        |